# النمط الطرفي
النَّمَطُ الطَّرَفَيُّ (بالإنجليزية: Terminal mode)‏ هو أحد مجموعة الحالات المحتملة لجهاز محرف طرفي أو جهاز محرف مُعَار في أنظمة شبيهة بنظام يونكس ويحدد كيفية تفسير الأحرف المكتوبة على الجهاز. في النمطٌ المُهيّأ، تُعالج البيانات مسبقًا قبل إعطائها لبرنامج، بينما يمرر النمطٌ الخام البيانات كما هي إلى البرنامج دون تفسير أي من الأحرف الخاصة.